# Тедзука Сатосі
Тедзука Сатосі (яп. 手塚 聡, нар. 4 вересня 1958, Тотіґі —) — японський футболіст, що грав на позиції нападника.

## Клубна кар'єра
Грав за команду Фудзіта.

## Виступи за збірну
Дебютував 1980 року в офіційних матчах у складі національної збірної Японії. У формі головної команди країни зіграв 25 матчів.

## Статистика
Статистика виступів у національній збірній.
| Збірна Японії | Збірна Японії | Збірна Японії |
| Роки          | Ігри          | голи          |
| ------------- | ------------- | ------------- |
| 1980          | 2             | 0             |
| 1981          | 6             | 0             |
| 1982          | 0             | 0             |
| 1983          | 0             | 0             |
| 1984          | 0             | 0             |
| 1985          | 2             | 0             |
| 1986          | 4             | 0             |
| 1987          | 8             | 2             |
| 1988          | 3             | 0             |
| Усього        | 25            | 2             |